# San Joaquin Valley
San Joaquin Valley är en dal i Kalifornien i USA, som utgör södra delen av Central Valley, medan norra delen övergår i Sacramento Valley. Några städer i San Joaquin Valley är Fresno och Bakersfield. I dalen förekommer odling av bland annat citrusfrukter och vin.